# Prix Robbins
Pour les articles homonymes, voir Robbins.
Le Prix David P. Robbins pour des articles rapportant de nouvelles recherches en algèbre, combinatoire, ou en mathématiques discrètes, est décerné à la fois par l'American Mathematical Society (AMS) et par la Mathematical Association of America (MAA). Le prix de l'AMS distingue des articles ayant une forte composante expérimentale sur un sujet qui est largement accessible, qui fourniront un énoncé simple du problème et une exposition claire des travaux. Les articles admissibles pour le prix de la MAA sont jugés sur la qualité de la recherche, la clarté de l'exposé, et l'accessibilité à des étudiants de premier cycle. Les deux prix se composent de 5 000 $ chacun et sont décernés une fois tous les trois ans. Ils sont nommés en l'honneur de David P. Robbins (en), mathématicien à l'Institute for Defense Analyses (en) et ont été fondés en 2005 par les membres de sa famille.

## Lauréats du prix Robbins de l'AMS
- 2025 : Sophie Morier-Genoud et Valentin Ovsienko pour leur article « rationnels q-déformés et fractions q-continues », Forum of Mathematics, Sigma, 8 (2020), Paper No. e13, 55 pp.
- 2022 : Alin Bostan, Irina Kurkova et Kilian Raschel pour leur article « A human proof of Gessel's lattice path conjecture », publié en 2017 dans Transactions of the AMS, 369 (2017), 1365-1393[1].
- 2019 : Roger Behrend, Ilse Fischer et Matjaž Konvalinka pour leur article « Diagonally and antidiagonally symmetric alternating sign matrices of odd order », publié en 2017 dans Advances in Mathematics (Vol. 315, pp. 324-365)[2].
- 2016 : Manuel Kauers (en), Christoph Koutschan (en) et Doron Zeilberger pour leur article « Proof of George Andrews's and David Robbins's q-TSPP conjecture », Proceedings of the National Academy of Sciences, vol. 108, no 6,‎ 2011,, p. 2196-2199 (DOI 10.1073/pnas.1019186108, MR 2775659).
- 2013 : Alexandre Razborov pour son article « On the minimal density of triangles in graph », Combinatorics, Probability and Computing, vol. 17, no 4,‎ 2008, p. 603-618 (DOI 10.1017/S0963548308009085, MR 2433944).
- 2010 : Ileana Streinu pour son article « Pseudo-triangulations, rigidity and motion planning », Discrete and Computational Geometry, vol. 34, no 4,‎ 2005, p. 587-635.
- 2007 : Samuel P. Ferguson et Thomas Hales pour l’article de Thomas C. Hales, « A proof of the Kepler conjecture », Annals of Mathematics. Second Series, vol. 162, no 3,‎ 2005, p. 1065-1185 (DOI 10.4007/annals.2005.162.1065, MR 2179728), dont la section 5 a comme coauteur Samuel P. Ferguson[3].

## Lauréats du prix Robbins de la MAA
- 2023 : Samantha Dahlberg, Angele Foley, Stephanie van Willigenburg pour leur article «Résoudre l'e-positivité de Stanley des graphes sans contraction de griffes», J. Eur. Math. Soc. (JEMS) 22:2673-2696, 2020.
- 2020 : Aubrey de Grey pour son article "The chromatic number of the plane is at least 5", Geombinatorics, 28: 18-31, 2018.
- 2017 : Robert D. Hough (de) pour son article « Solution of the minimum modulus problem for covering systems », Annals of Mathematics, vol. 181,‎ 2015, p. 361-382.
- 2014 : Frederick V. Henle et James M. Henle pour leur article « Squaring the plane », The American Mathematical Monthly, vol. 115,‎ 2008, p. 3-12.
- 2011 : Mike Paterson, Yuval Peres, Mikkel Thorup (en), Peter Winkler et Uri Zwick pour leurs articles « Overhang », The American Mathematical Monthly, vol. 116,‎ 2009, p. 19-44 (arXiv 0710.2357), et « Maximum Overhang », The American Mathematical Monthly, vol. 116,‎ 2009, p. 763-787 (arXiv 0707.0093).
- 2008 : Neil Sloane pour l'article « The on-line encyclopedia of integer sequences », Notices of the American Mathematical Society, vol. 50,‎ 2003, p. 912-915 (lire en ligne).